# تنیس در المپیک تابستانی ۱۹۶۸
تنیس در بازی‌های المپیک تابستانی ۱۹۶۸ نام رویداد ورزش تنیس در بازی‌های المپیک تابستانی بود که در سال ۱۹۶۸ برگزار شد.